# Oparbella bicolor
Oparbella bicolor es una especie de arácnido  del orden Solifugae de la familia Solpugidae.

## Distribución geográfica
Se distribuye por Túnez.